# Guzmania cylindrica
Guzmania cylindrica är en gräsväxtart som beskrevs av Lyman Bradford Smith. Guzmania cylindrica ingår i släktet Guzmania och familjen Bromeliaceae. Inga underarter finns listade i Catalogue of Life.